# San Francisco del Norte
San Francisco del Norte, även kallad San Francisco de Cuajiniquilapa, är en kommun (municipio) i Nicaragua med 7 171 invånare. Den ligger i den västra delen av landet vid gränsen mot Honduras, i departementet Chinandega. San Francisco del Norte är en lugn och stillsam ort med en delvis blodig historia.

## Geografi
San Francisco del Norte gränsar till kommunerna San José de Cusmapa och San Juan de Limay i öster, Villanueva och Somotillo i söder, Cinco Pinos i väster,  samt kommunen San Pedro del Norte och landet Honduras i norr.

## Historia
Kommunen grundades 1889 samtidigt som grannkommunerna San Pedro del Norte och Santo Tomás del Norte.
Under Förenta Staternas ockupation av Nicaragua, 1927-33, hade den amerikanska marinkåren en utpost i San Francisco del Norte och det blev stridigheter när general Augusto César Sandinos trupper kom på besök. Drygt 50 år senare, den 24 juli 1982, attackerades San Francisco del Norte av en grupp Contrassoldater, 100 till antalet. De hade kommit in från Honduras. Eftersom kommunen saknade en militärpostering försvarades den endast av det 30 till 40 man starka hemvärnet. Femton av hemvärnsmännen mördades varav åtta även torrterades. Ytterligare åtta av försvararna kidnappades och fördes till Honduras.

## Personer från San Francisco del Norte
- Hjalmar ''Don Santiago'' Samuelson (1884-), gruvingenjör[5]